# Klaus Reichert (Mediziner)
Klaus Reichert (* 28. September 1948 in Karlsruhe; † 22. April 2005 in Bad Herrenalb) war ein deutscher Nervenarzt und Medizinphilosoph.

## Leben
Klaus Reichert begann sein Studium 1967 zunächst mit einem Semester Psychologie an der  Wirtschaftshochschule Mannheim. Von 1968 bis 1970 studierte er Medizin an der Ruprecht-Karls-Universität in Heidelberg und von 1970 bis 1973 im Universitätsklinikum Essen. Im Anschluss an das Staatsexamen war er 1974 als Medizinalassistent im Städtischen Krankenhaus von Heinsberg/Rheinland tätig. Reichert wurde 1975 mit einer Dissertation zum Thema Eine radiologische Methode zur quantitativen Knochendensitometrie in der klinischen Praxis. Knochendichte bei Tumorpatienten promoviert.
Seine Bundeswehrzeit von 1975 bis 1976 beendete Reichert als Stabsarzt. Danach arbeitete er in den Fachgebieten Neurologie und Psychiatrie von 1976 bis 1981 als Assistenzarzt in Gangelt sowie Karlsruhe und von 1981 bis 1986 als Oberarzt am Städtischen Klinikum Karlsruhe. Von 1987 bis 2005 war Klaus Reichert als Chefarzt der Neurologischen Abteilung in der Waldklinik Dobel tätig. 

## Medizinphilosophie
Während seiner Tätigkeit als Chefarzt verfasste Klaus Reichert insbesondere Artikel in einer interdisziplinären Sichtweise zu speziellen neurologischen Themenkomplexen, so zum Beispiel über:
- Georg Groddeck
- Pseudohalluzinationen
- Spastik
- Charles Bonnet
- John Hughlings Jackson
- Neglect
- Münchhausen-Syndrom
- Kleine-Levin-Syndrom.

Seit 1991 gab er die Schriftenreihe Aspekte neurologischer Rehabilitation heraus, die im Eigenverlag der Waldklinik Dobel erschien. Auf dieser Basis gründete Klaus Reichert gemeinsam mit dem  Philosophen Christian Hoffstadt im Jahr 2002 die Reihe Aspekte der Medizinphilosophie, die posthum von einem Herausgeberkollektiv fortgeführt wird.

## Klaus Reichert-Preis für Medizinphilosophie
In Erinnerung an Klaus Reichert als Begründer der Buch- und Veranstaltungsreihe Aspekte der Medizinphilosophie und zur Förderung wissenschaftlicher Arbeit im interdisziplinären Bereich der Medizinphilosophie wurde zwischen 2009 und 2013 der Klaus Reichert-Preis für Medizinphilosophie verliehen.

Preisträger:
- 2009 Frank W. Stahnisch
- 2011 Nelly Tsouyopoulos
- 2012 Roland Benedikter und James Giordano
- 2013 Urban Wiesing

## Veröffentlichungen
Autor
- Sprache denken. Annäherung von Medizin und Geisteswissenschaft. Rothe, Passau 2000, ISBN 978-3-92757-588-2.
- Christian Hoffstadt, Franz Peschke, Andreas Schulz-Buchta (Hrsg.): Wir, die Mechaniker von Leib und Seele. Gesammelte Schriften Klaus Reicherts. Aspekte der Medizinphilosophie Bd. 4. Projektverlag, Bochum/Freiburg 2006, ISBN 978-3-89733-156-3.

Herausgeber
- Zusammen mit Christian Hoffstadt (Hrsg.): Vom Höhlengleichnis zum Gehirnkino. Eine kleine Philosophie der Wahrnehmungsstörung. Aspekte der Medizinphilosophie Bd. 1. Projektverlag, Bochum/Freiburg 2001
- Zusammen mit Christian Hoffstadt (Hrsg.): ZeichenSprache Medizin. Semiotische Analysen und Interpretationen. Aspekte der Medizinphilosophie Bd. 2. Projektverlag, Bochum/Freiburg 2004, ISBN 978-3-89733-117-4.